# Wydział Filozoficzno-Historyczny Uniwersytetu Jagiellońskiego
Wydział Filozoficzno-Historyczny Uniwersytetu Jagiellońskiego – istniejąca od 1953 do 1992 roku jednostka organizacyjna Uniwersytetu Jagiellońskiego. W 1992 został podzielony na Wydział Filozoficzny i Wydział Historyczny.

## Historia
Filozofia od początku istnienia Uniwersytetu była wykładana w ramach Wydziału Sztuk Wyzwolonych. Z czasem podzielił się on na samodzielne Wydziały, w tym Wydział Filozofii. Po II wojnie światowej nazwę wydziału zmieniono na Humanistyczny, a w 1951 roku przekształcono w Wydział Filozoficzno–Społeczny. W 1953 roku utworzono Wydział Filozoficzno–Historyczny, który istniał do 1992 roku, gdy podzielono go na Wydział Historyczny i Filozoficzny.
Katedra historii powstała w ramach Wydziału Filozoficznego na początku XIX wieku. W 1860 roku powstała katedra, która zajmowała się nauczaniem historii Austrii, a w 1861 roku Seminarium Historyczne. W 1869 roku utworzono katedrę historii Polski. Po II wojnie światowej historia znalazła się na Wydziale Humanistycznym. W 1952 roku powstał samodzielny Wydział Historyczny, ale w 1953 roku stał się częścią nowo utworzonego Wydziału Filozoficzno-Historycznego.